# کنترل فریک
کنترل فریک (انگلیسی: Control Freak) یک فیلم وحشت جسمی آمریکایی محصول سال ۲۰۲۵ به نویسندگی و کارگردانی شال نگو است. در این فیلم کلی مری ترن، کالی جانسون، مایلز رابینز، کیو چین، زک گلد و اسکات تاکه‌دا ایفای نقش می‌کنند.
این فیلم در ۱۳ مارس ۲۰۲۵ در هولو منتشر شد.

## داستان
داستان فیلم دربارهٔ یک سخنران انگیزشی موفق به نام وال (Val) است که زندگی‌اش پس از ابتلا به عفونتی مرموز که از سرزمین مادری‌اش نشأت می‌گیرد، دچار تغییرات وحشتناکی می‌شود. او به شدت تلاش می‌کند تا جلوی کنترل موجود انگلی را که ذهن و بدنش را تحت تأثیر قرار داده را بگیرد.